# Fors Fortuna
Fors Fortuna – rzymskie święto na cześć bogini Fortuny obchodzone 24 czerwca.
Hucznie obchodzone w Rzymie, gdzie ludzie płynęli łodziami w dół Tybru do dwóch świątyń bogini Fortuny poza Rzymem, gdzie przypatrywali się składaniu ofiar ku jej czci. Po uroczystościach ludność bawiła się na wspólnych biesiadach.